# Чантурия, Владимир
Владимир Чантурия (груз. ვლადიმერ ჭანტურია; родился 1 июля 1978) — грузинский боксёр, призёр Олимпийских игр 2000 года.
На международном уровне появился в 1996 году. На чемпионате мира среди юниоров в Гаване в весовой категории до 81 кг проиграл в первом бою немцу Кодору Захеру судейским решением в третьем раунде.
На чемпионате мира 1997 в Будапеште Чантурия выступал уже в тяжёлом весе (до 91 кг). И вновь неудачно — уступил финну Каю Браннкарру (6:16). На европейском первенстве 1998 Чантурия победил турка Мехмета Хендема (9:7), а в четвертьфинале уступил будущему серебряному призёру белорусу Сергею Дычкову (1:10).
Удачно Владимир выступил на Всемирных военных играх в Загребе, завоевал бронзовую медаль, победив украинца Владимира Одушко и хорвата Дражена Бурича (7:6), уступив в полуфинале будущему чемпиону Игорю Кшинину (1:8).
На Олимпиаде в Сиднее Чантурия победил египтянина Амру Мустафу и узбека Руслана Чагаева (18:12), однако в полуфинале проиграл российскому боксёру Султану Ибрагимову (4:19).
После этого он переходит в супертяжёлую категорию. На чемпионате мира 2001 в Белфасте уступил венгру Чабе Куртучу (дисквалифицирован в третьем раунде), на чемпионате Европы 2004 в Пуле — будущему чемпиону Александру Поветкину (неявка).
В 2006 году ушёл в профессиональный бокс, завоевал титул чемпиона Грузии в тяжёлом весе.
В таблице перечислены результаты всех поединков боксёров.
В каждой строке указан результат поединка. Дополнительно номер поединка обозначен цветом, который обозначает итог поединка. Расшифровка обозначений и цветов представлена в нижеследующей таблице.
| Пример | Расшифровка                     |
| ------ | ------------------------------- |
|        | Победа                          |
|        | Ничья                           |
|        | Поражение                       |
|        | Планируемый поединок            |
|        | Поединок признан несостоявшимся |
| КО     | Нокаут                          |
| ТКО    | Технический нокаут              |
| PTS    | Решение судей (по очкам)        |
| UD     | Единогласное решение судей      |
| MD     | Решение большинства судей       |
| SD     | Раздельное решение судей        |
| RTD    | Отказ от продолжения боя        |
| DQ     | Дисквалификация                 |
| NC     | Поединок признан несостоявшимся |

| Бой | Дата             | Соперник                    | Место проведения                            | Результат | Примечание                                     |
| --- | ---------------- | --------------------------- | ------------------------------------------- | --------- | ---------------------------------------------- |
| 15  | 8 мая 2010       | Шандор Форгач (5-18-0)      | Holiday Inn, Белфаст, Северная Ирландия     | TKO1 (6)  |                                                |
| 14  | 15 ноября 2008   | Владимир Лазебник (13-0-0)  | Дворец спорта, Киев, Украина                | UD8 (8)   |                                                |
| 13  | 27 сентября 2008 | Андрей Руденко (11-0-0)     | Дворец спорта, Киев, Украина                | ND8 (8)   |                                                |
| 12  | 5 июля 2008      | Паата Берикашвили (7-6-0)   | Дворец спорта, Одесса, Украина              | TKO6 (8)  |                                                |
| 11  | 17 мая 2008      | Вячеслав Щербаков (2-8-1)   | Дворец спорта «Локомотив», Харьков, Украина | RTD2 (6)  |                                                |
| 10  | 19 апреля 2008   | Михаил Руцкий (0-1-0)       | Дворец спорта, Киев, Украина                | TKO4 (6)  |                                                |
| 9   | 15 марта 2007    | Давид Гегешидзе (7-0-1)     | Тбилиси, Грузия                             | KO6 (10)  | Завоевал титул чемпиона Грузии в тяжёлом весе. |
| 8   | 8 февраля 2007   | Паата Берикашвили (6-1-0)   | Дворец спорта, Тбилиси, Грузия              | PTS4 (4)  |                                                |
| 7   | 20 ноября 2006   | Нукри Габиташвили (2-5-0)   | Шато Холл, Гори, Грузия                     | KO3 (8)   |                                                |
| 6   | 28 октября 2006  | Имеда Сибашвили (2-4-0)     | Дворец спорта, Тбилиси, Грузия              | KO2 (8)   |                                                |
| 5   | 14 октября 2006  | Георге Карамнишвили (0-4-0) | Дворец спорта, Вазиани, Грузия              | PTS6 (6)  |                                                |
| 4   | 1 октября 2006   | Зураб Луашвили (2-2-0)      | Дворец спорта, Вазиани, Грузия              | PTS8 (8)  |                                                |
| 3   | 27 августа 2006  | Арчил Хурошвили (2-2-0)     | Дворец спорта, Вазиани, Грузия              | PTS8 (8)  |                                                |
| 2   | 3 августа 2006   | Зураб Шатакишвили (5-7-0)   | Дворец спорта, Вазиани, Грузия              | KO4 (6)   |                                                |
| 1   | 23 июля 2006     | Кахабер Чубинидзе (0-1-0)   | Дворец спорта, Вазиани, Грузия              | KO1 (6)   |                                                |
| Бой | Дата             | Соперник                    | Место проведения                            | Результат | Примечание                                     |